# Pere Antoni Compta Batllés
Pere Antoni Compta Batllés (segle xviii - Segòvia, 17 de juny de 1818) fou un compositor i mestre de capella.
El 1791 oposità sense èxit als magisteris de les catedrals de Girona i Valladolid. En aquell moment era el substitut del mestre de capella de la catedral de Vic, plaça que finalment va guanyar mentre era mestre de capella de Santa Maria del Mar de Barcelona, i a la que va renunciar per carta pocs dies després.
Sent mestre de capella de la catedral de Vic va guanyar les oposicions al magisteri de capella de la catedral de Segòvia el 1793, plaça que regí fins al seu traspàs.
Es conserva una ària seva al fons musical de l'església parroquial de Sant Esteve d'Olot (SEO). També es conserven 213 obres seves a la catedral de Segòvia, entre les quals hi ha: misses, oficis de difunts, salms i magnificats, lamentacions, obres diverses en llatí, nombrosos villancets al Naixement i al Santíssim, obres diverses en castellà i música instrumental, una missa a Palència i tres obres considerades dubtoses per López-Calo.